# 5307 Пауль-Андре
5307 Пауль-Андре (5307 Paul-André) — астероїд головного поясу, відкритий 30 грудня 1980 року.
Тіссеранів параметр щодо Юпітера — 3,497.